# Unione Sociale Nazionale
Unione sociale nazionale (Unia Spoleczno Narodowa, USN) è stato un partito politico neopagano polacco.
L'USN fu fondato nel 1992 dall'imprenditore Antoni Feldon, insieme a Andrzej Wylotek (vicepresidente, detto Anidrzej da Parczewa), B. Bujalski e A. Roehm. Il partito si richiamava alle idee politiche di Zadruga e del suo fondatore, Jan Stachniuk; critico verso la Chiesa cattolica, il partito propugnava la rivalutazione del paganesimo slavo e una maggiore attenzione ai temi ecologisti. Di tendenza nazionalista, l'USN era comunque a favore della democrazia e dell'economia di mercato.
Il partito si alleò alla Confederazione per una Polonia indipendente (KPN, di idee piłsudskiane) e a Samoobrona, un partito populista. Pubblicava la rivista Magazyn Militaria.
Il partito fu sciolto il 31 dicembre 1997.